# Hannah Berry (triathlon)
Pour les articles homonymes, voir Hannah Berry et Berry (homonymie).
Hannah Berry, née Wells le 26 septembre 1990 à Waitakere est une triathlète professionnelle néo-zélandaise, multiple vainqueur sur triathlon Ironman ou Ironman 70.3.

## Biographie

### Jeunesse
Hannah Berry commence le triathlon à l'âge de 23 ans après avoir subi une blessure en jouant au netball et au volley-ball, elle se passionne pour ce sport alors qu'elle est étudiante. En rééducation à la piscine, elle rencontre des triathlètes et participe à sa première course et découvre qu'elle excelle dans ce sport, combinant natation, cyclisme et course à pied. Elle participe à sa première course professionnelle en 2017.

### Carrière en triathlon
En mars 2021, elle remporte son premier triathlon longue distance l'Ironman Nouvelle-Zélande. En septembre 2023, elle finit première de l'Ironman 70.3 Cozumel devant l'australienne Sarah Crowley et l'espagnole Gurutze Frades.
En juin 2024, à 33 ans, elle est victorieuse de son second Ironman, l'Ironman Cairns devant la Néerlandaise Lotte Wilms et l'Australienne Kylie Simpson. La même année, elle finit dixième des championnats du monde d'Ironman à Nice et quatrième des Ironman Pro Series 2024.

### Vie privée
Hannah Berry est docteur en ingénierie biotechnologique, elle dissèque par exemple des artères de mouton pour trouver une alternative aux greffes humaines. Elle vit à Tauranga et travaille à l'Université Massey, la presse en Nouvelle-Zélande parle d'une double vie survoltée, « la façon dont elle parvient à faire les deux avec toute sa capacité est peut-être un miracle moderne en soi ».

## Palmarès
Le tableau présente les résultats les plus significatifs (podium) obtenus sur le circuit international de triathlon depuis 2019.
| Année | Compétition                   | Pays             | Position           | Temps           |
| ----- | ----------------------------- | ---------------- | ------------------ | --------------- |
| 2025  | Ironman Cairns                | Australie        | Médaille d'argent  | 8 h 46 min 10 s |
| 2025  | Port of Tauranga Half Ironman | Australie        | Médaille d'or      | 4 h 8 min 30 s  |
| 2025  | Ironman 70.3 Geelong          | Australie        | Médaille d'argent  | 4 h 6 min 29 s  |
| 2024  | Ironman Cairns                | Australie        | Médaille d'or      | 8 h 44 min 31 s |
| 2024  | Port of Tauranga Half Ironman | Australie        | Médaille d'or      | 3 h 58 min 48 s |
| 2023  | Ironman 70.3 Taupo            | Nouvelle-Zélande | Médaille d'or      | 4 h 14 min 59 s |
| 2023  | Ironman 70.3 Cozumel          | Mexique          | Médaille d'or      | 4 h 8 min 4 s   |
| 2023  | Ironman Nouvelle-Zélande      | Nouvelle-Zélande | Médaille d'argent  | 9 h 8 min 32 s  |
| 2022  | Ironman 70.3 Sunshine Coast   | Australie        | Médaille d'argent  | 4 h 1 min 52 s  |
| 2022  | Ironman 70.3 Taupo            | Nouvelle-Zélande | Médaille d'argent  | 4 h 23 min 26 s |
| 2022  | Ironman 70.3 Boulder          | États-Unis       | Médaille de bronze | 4 h 19 min 29 s |
| 2021  | Ironman Nouvelle-Zélande      | Nouvelle-Zélande | Médaille d'or      | 9 h 1 min 49 s  |
| 2021  | Challenge Wanaka Half         | Nouvelle-Zélande | Médaille d'or      | 4 h 24 min 31 s |
| 2020  | Rotorua Suffer                | Nouvelle-Zélande | Médaille d'or      | 4 h 21 min 14 s |
| 2020  | Ironman 70.3 Geelong          | Australie        | Médaille d'or      | 4 h 10 min 39 s |
| 2020  | Port of Tauranga Half Ironman | Australie        | Médaille d'or      | 4 h 11 min 6 s  |
| 2019  | Ironman 70.3 Taupo            | Nouvelle-Zélande | Médaille d'or      | 4 h 21 min 45 s |
| 2019  | Challenge Wanaka Half         | Nouvelle-Zélande | Médaille d'or      | 4 h 31 min 11 s |
| 2019  | Ironman 70.3 Western Sydney   | Australie        | Médaille d'or      | 4 h 7 min 37 s  |
| 2019  | Ironman 70.3 Sunshine Coast   | Australie        | Médaille d'or      | 4 h 11 min 27 s |
| 2019  | Port of Tauranga Half Ironman | Australie        | Médaille d'or      | 4 h 13 min 19 s |